# Neodon
Neodon là một chi động vật có vú trong họ Cricetidae, bộ Gặm nhấm. Chi này được Horsfield miêu tả năm 1841. Loài điển hình của chi này là Neodon sikimensis Horsfield, 1841.

## Các loài
Chi này gồm các loài: